# 于谦故居
于谦故居位于中国浙江省杭州市上城区祠堂巷42号，南距河坊街不远，为明代官员于谦在杭州的故宅，后改为怜忠祠，祠前的出南街亦改名为祠堂巷，清乾隆二十二年（1757）重修，光绪年间复修后为民居，1989年整修后恢复为故居，2002年进行陈设布置并对外开放。
故居呈长方形，大门西向，自西向东分为三个院落，第一院内有书法家沙孟海书写的《石灰吟》诗碑及牡丹树丛；第二院为主体建筑忠肃堂，面阔三间，前为照壁，西侧为于谦卧室，面阔一间，前有于氏古井及怜忠祠碑；第三院内为琴台、思贤亭（扇形半亭）及水池，池边墙上嵌有清光绪年间所刻于谦遗像碑，为1984年自三台山于谦祠迁入。